# Grasland

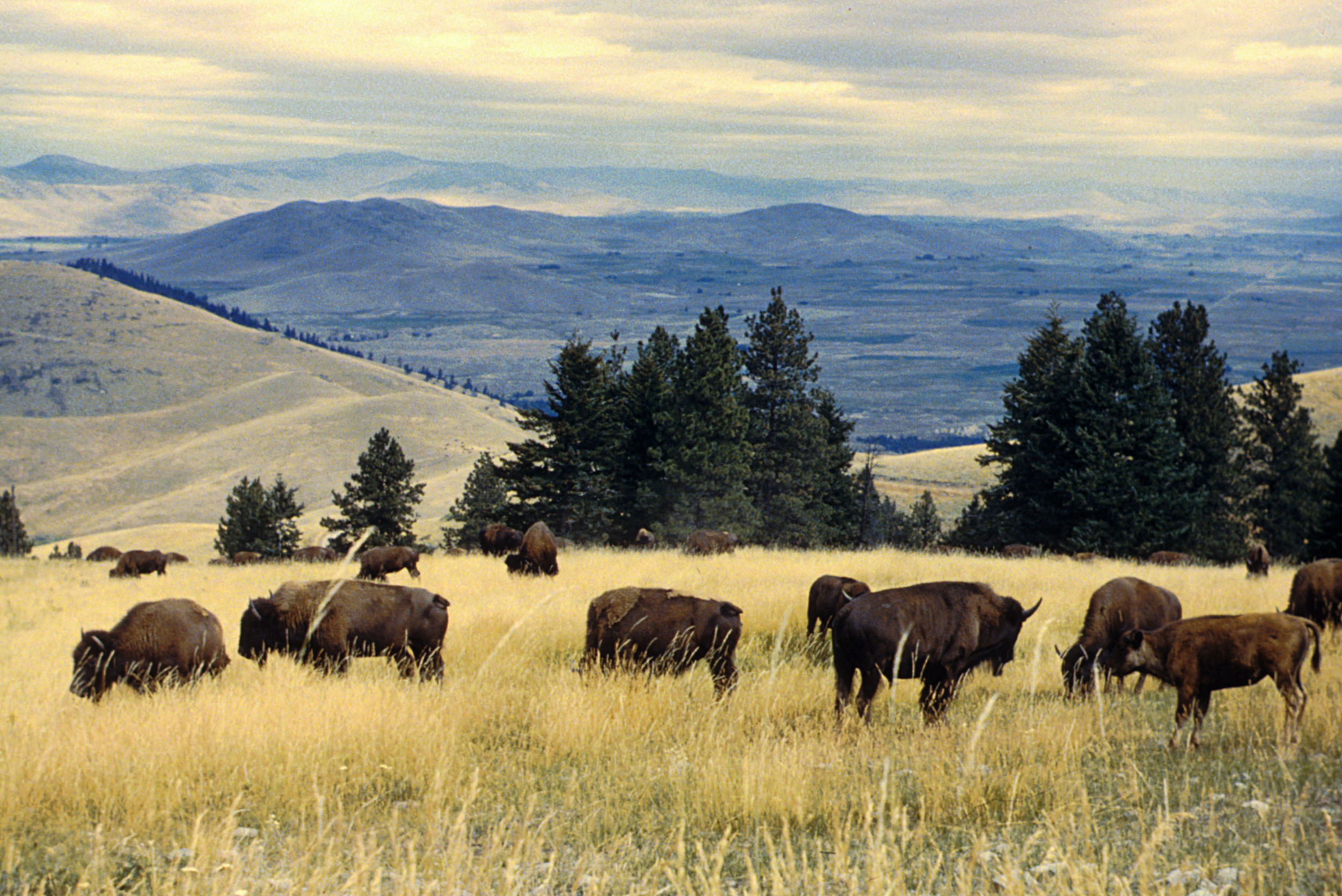
Bisonherde, Prärie, Montana (2008)

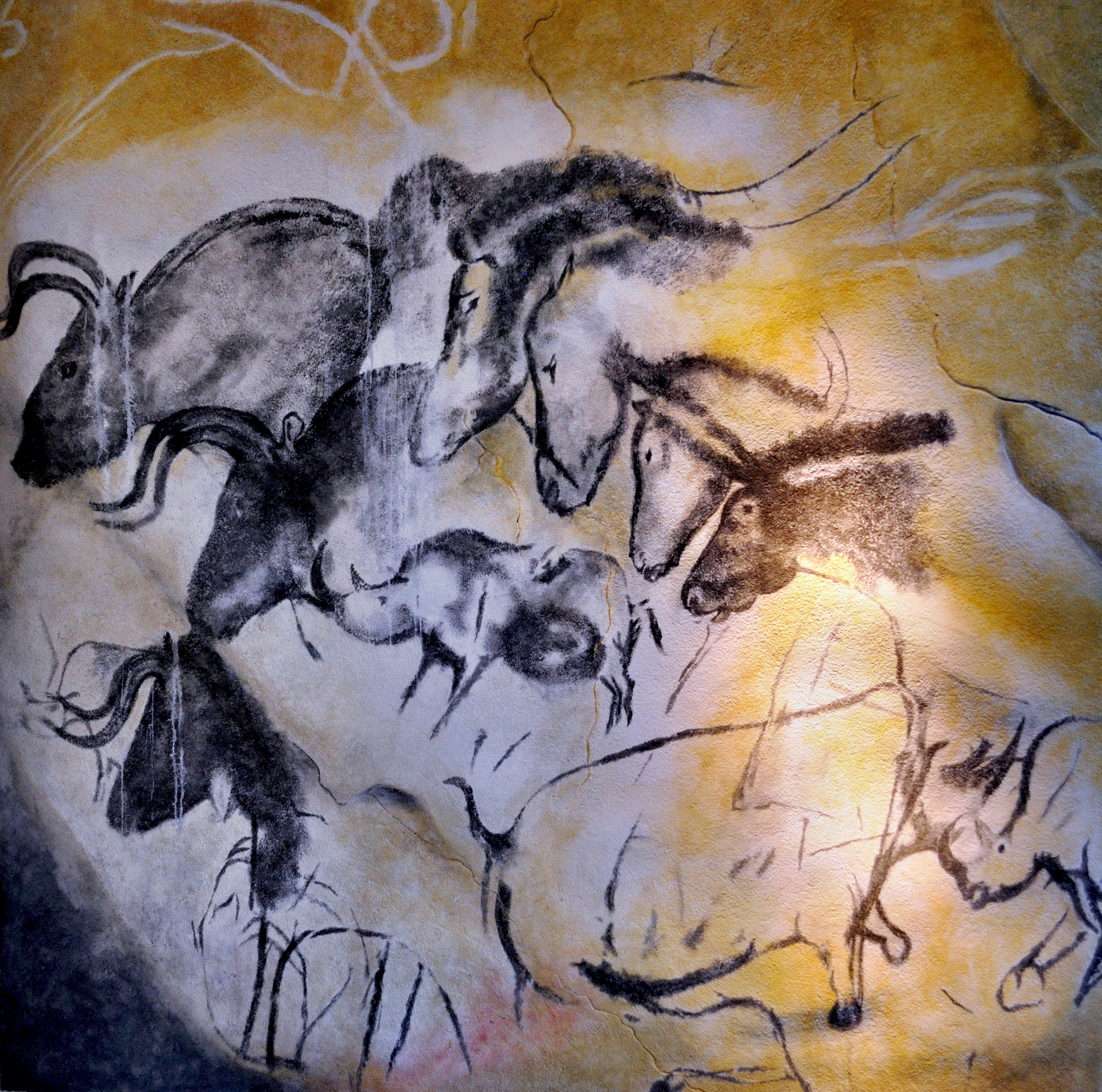
Eiszeitliche Höhlenmalerei mit Grasfressern subtropischer Klimate, Chauvet-Höhle, Ardèche, Südfrankreich (ca. 30.000 – 22.000 v. Chr.)

Grasland (auch Urgrasland) wird speziell in der Vegetationskunde häufig als Oberbegriff für das natürliche Grünland verwendet, auf dem klimatisch bedingt überwiegend Gras und/oder krautige Pflanzen wachsen (können). Der größte Anteil der irdischen Landoberfläche wird von solchen grasbewachsenen Offenland-Biomen eingenommen, in denen Bäume fehlen oder eine untergeordnete Rolle spielen.
Urgrasland kommt vorwiegend in Regionen vor, in denen weniger als 400 mm Niederschlag im Jahresdurchschnitt fallen und deshalb keine natürliche Sukzession hin zu Busch- und Waldland stattfindet. Dazu zählen die Prärien Nordamerikas, die Eurasische Steppe, die Wüstensteppen Patagoniens, die Graslandschaften Australiens sowie die Trockensavannen im gesamten Tropengürtel, die Wiesentundren in einigen arktischen Regionen und die Hochlandsteppen in den amerikanischen Kordilleren und den asiatischen Hochgebirgen wie etwa in Anatolien oder Tibet. Eine klimatische Ausnahme stellen die subtropischen Grasländer der Pampa in Südamerika und des Highveld-Grasland in Südafrika dar: Aufgrund der höheren Niederschläge würde dort Lorbeerwald gedeihen, jahrtausendelange anthropogene Einflüsse und/oder regionale ökologische Phänomene haben eine steppenähnliche Vegetation entstehen lassen (siehe auch „Pampa-Problem“).
Im Übergangsraum zu Waldgebieten und in (scheinbar natürlichen) Graslandschaften mit Niederschlagsmengen deutlich über 400 mm pro Jahr wird die Entstehung des Graslandes häufig auf den jahrhundertelangen Einfluss großer weidender Wildtierherden (Megaherbivorentheorie) oder die Herden der Hirtenvölker zurückgeführt.
Graslandbiotope können aufgrund der klimatischen Bedingungen, der kargen Vegetation oder ihrer Abgelegenheit in der Regel nur als extensives Weidewirtschaftsland genutzt werden (Pastoralismus). Früher geschah dies durch nicht sesshafte Nomaden (Nomadismus), heute vorwiegend durch halbsesshafte oder sesshafte mobile Tierhalter.

## Beispiele für Graslandökosysteme

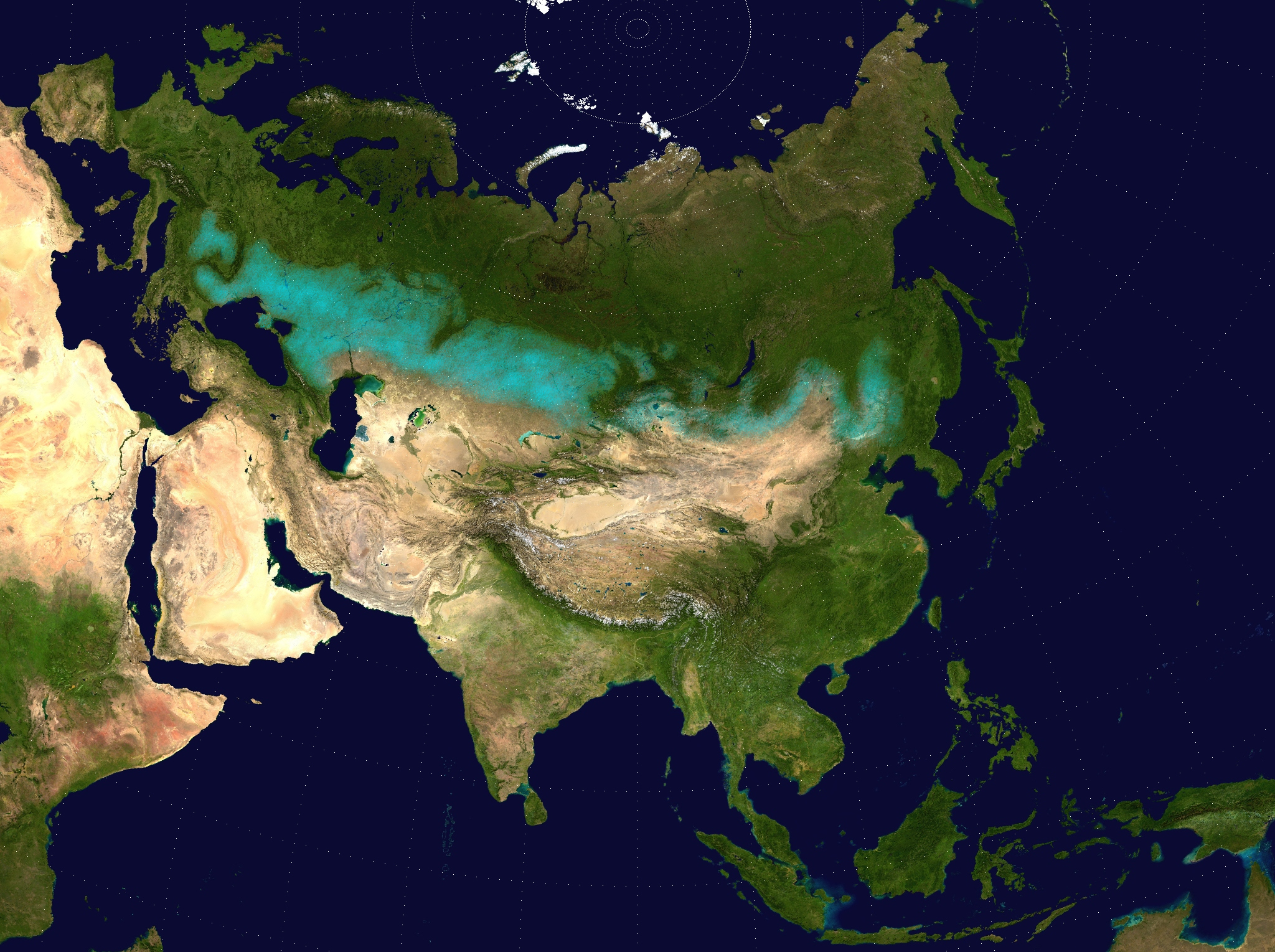
Eurasische Grassteppe (hellblau) von der Puszta bei Wien im Westen bis zur Mandschurei im Osten

- Wiesentundren, Teilflächen der Tundren in der Arktis Nordamerikas und Sibiriens.
- Steppen
  - Eurasische Steppe, Heimat der Herden von Przewalskipferden, des Asiatischen Esels und der Saiga-Antilope, sowie in historischer Zeit der Reitervölker, z. B. der Goldenen Horde.
    - Puszta in Ungarn, deren Existenz möglicherweise nicht klimatisch, sondern nur anthropogen zu erklären ist.
    - Pontokaspis, benannt nach dem antiken Namen des Schwarzen Meeres (Pontos Euxeinos), oder Wildes Feld war, ohne geographische Barrieren, seit jeher ein Durchgangsgebiet für zahlreiche Reitervölker.
    - Hungersteppe oder Kasachensteppe, eine steppenartige Halbwüste im Zentrum Kasachstans.

  - Matten in der alpinen Höhenstufe der Alpen und anderer humider Gebirge.
  - Hochlandsteppen in den amerikanischen Kordilleren (Páramo und Puna in den Anden) sowie den Gebirgen Zentralasiens, insbesondere das Hochland von Tibet.
  - Great Plains, die klassischen Prärien des nordamerikanischen Westens, welche Heimat mehrerer Millionen amerikanischer Bisons und der Prärieindianer waren, die mit Hilfe des aus Europa eingeführten Pferdes eine nomadische Reiterkultur begründeten.
  - vormalige Mammutsteppen der Eiszeit.
- Savannen
  - Serengeti, eine baumarme Savanne östlich des Victoriasees und andere Trockensavannen Afrikas, die Lebensraum riesiger Herden wilder Weidetiere sind, die ausgedehnte, saisonale Wanderungen unternehmen.
  - Graslandschaften Australiens
  - Grassavanne

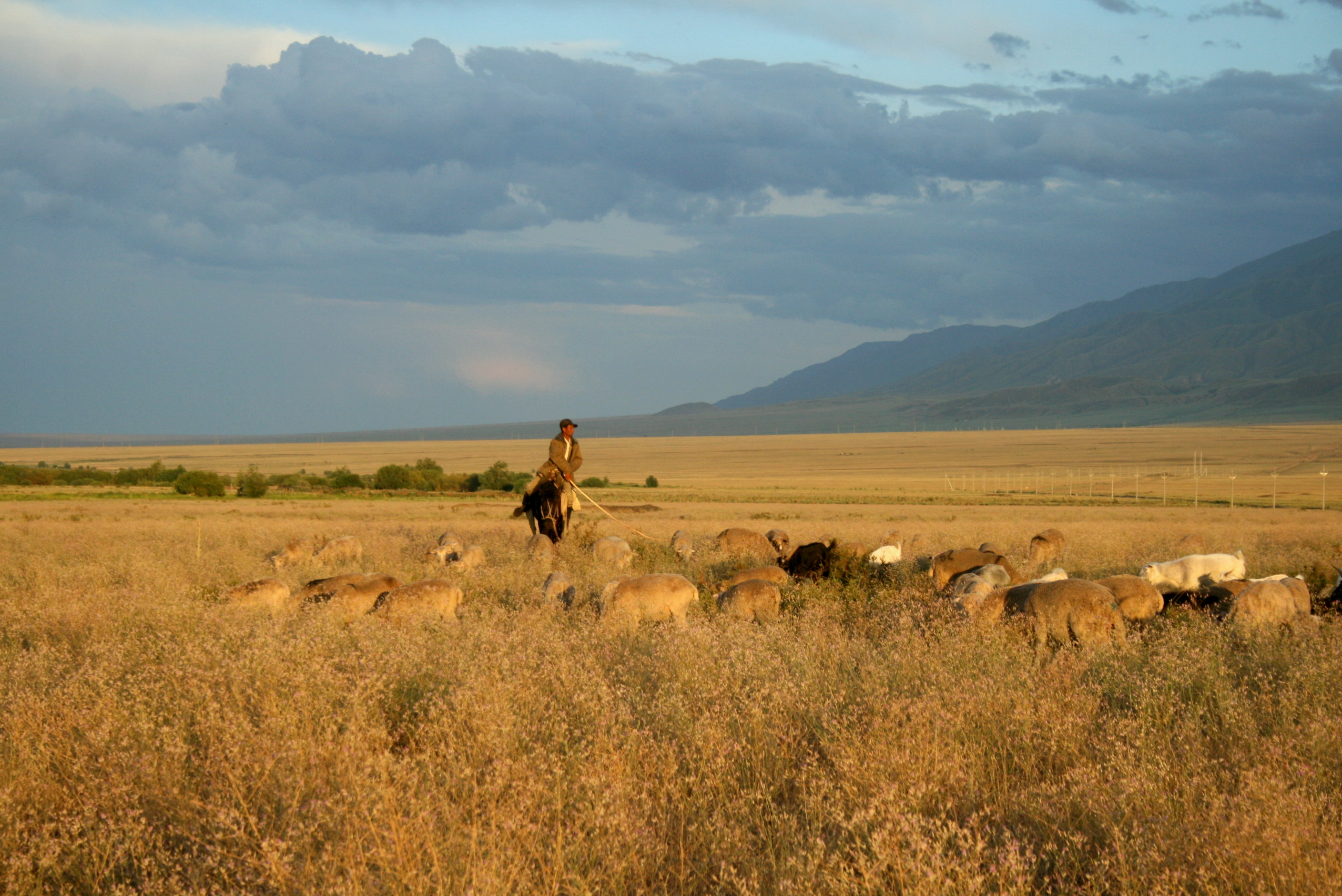
Grasland-Steppe mit Schafherde und Schäfer, Kasachstan, Juni 2011
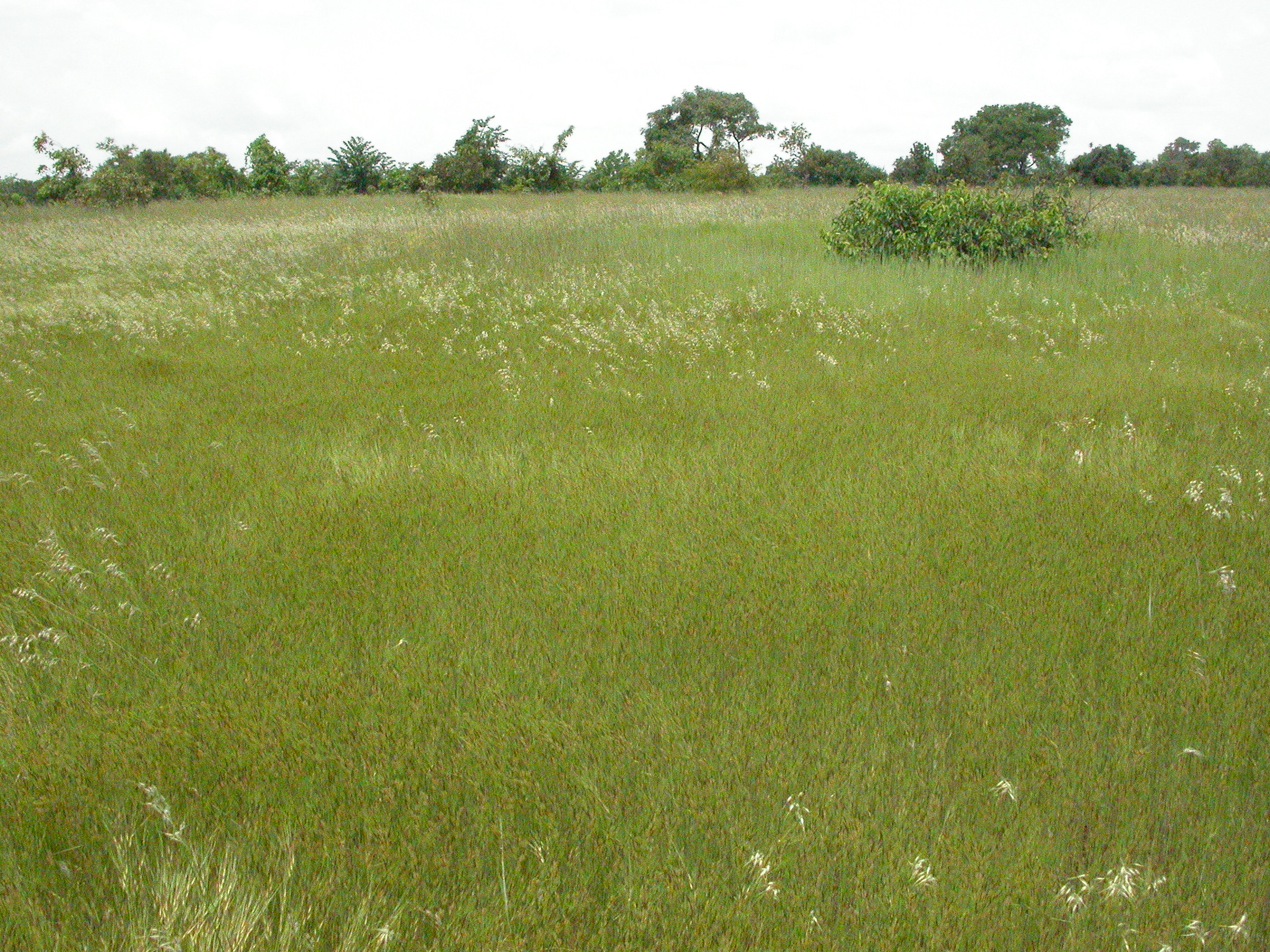
Grassavanne in Burkina Faso
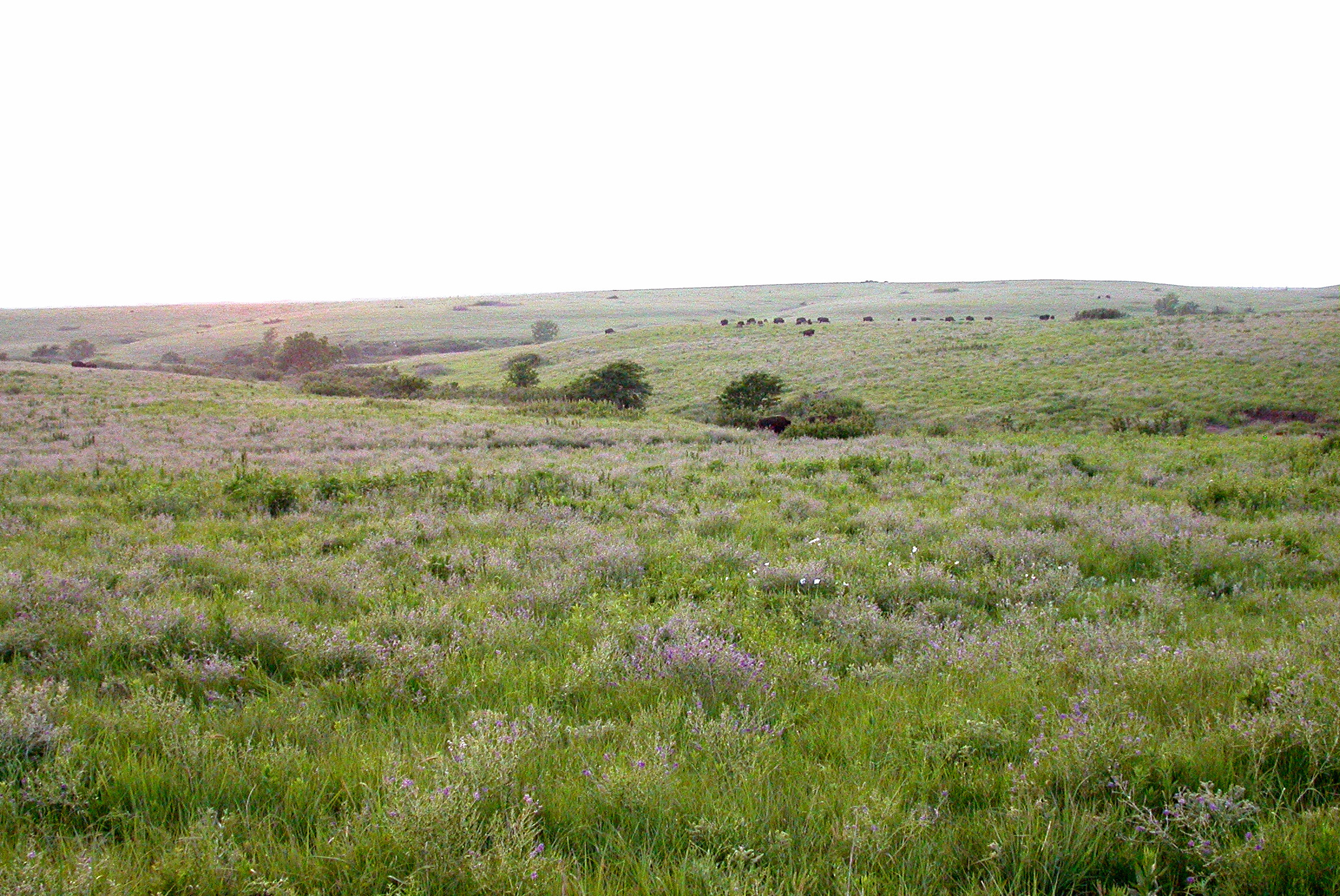
Prärie in Kansas
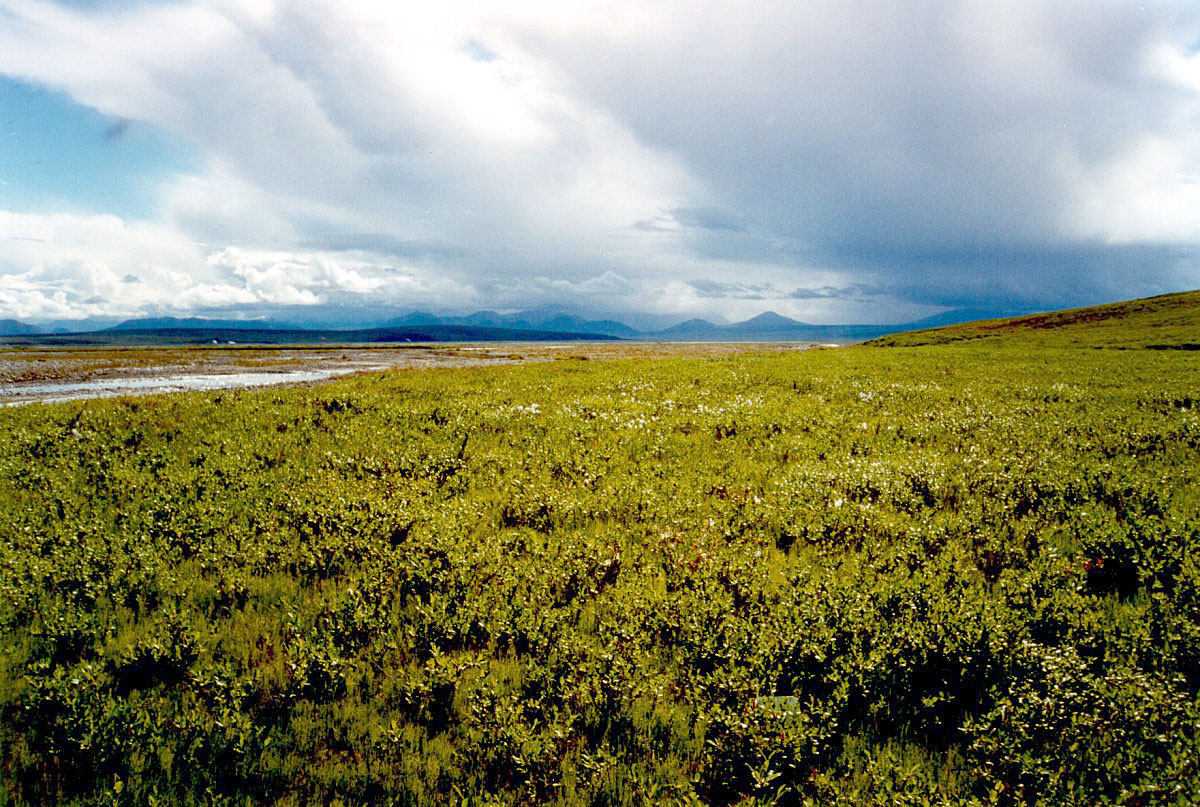
Wiesentundra in Alaska
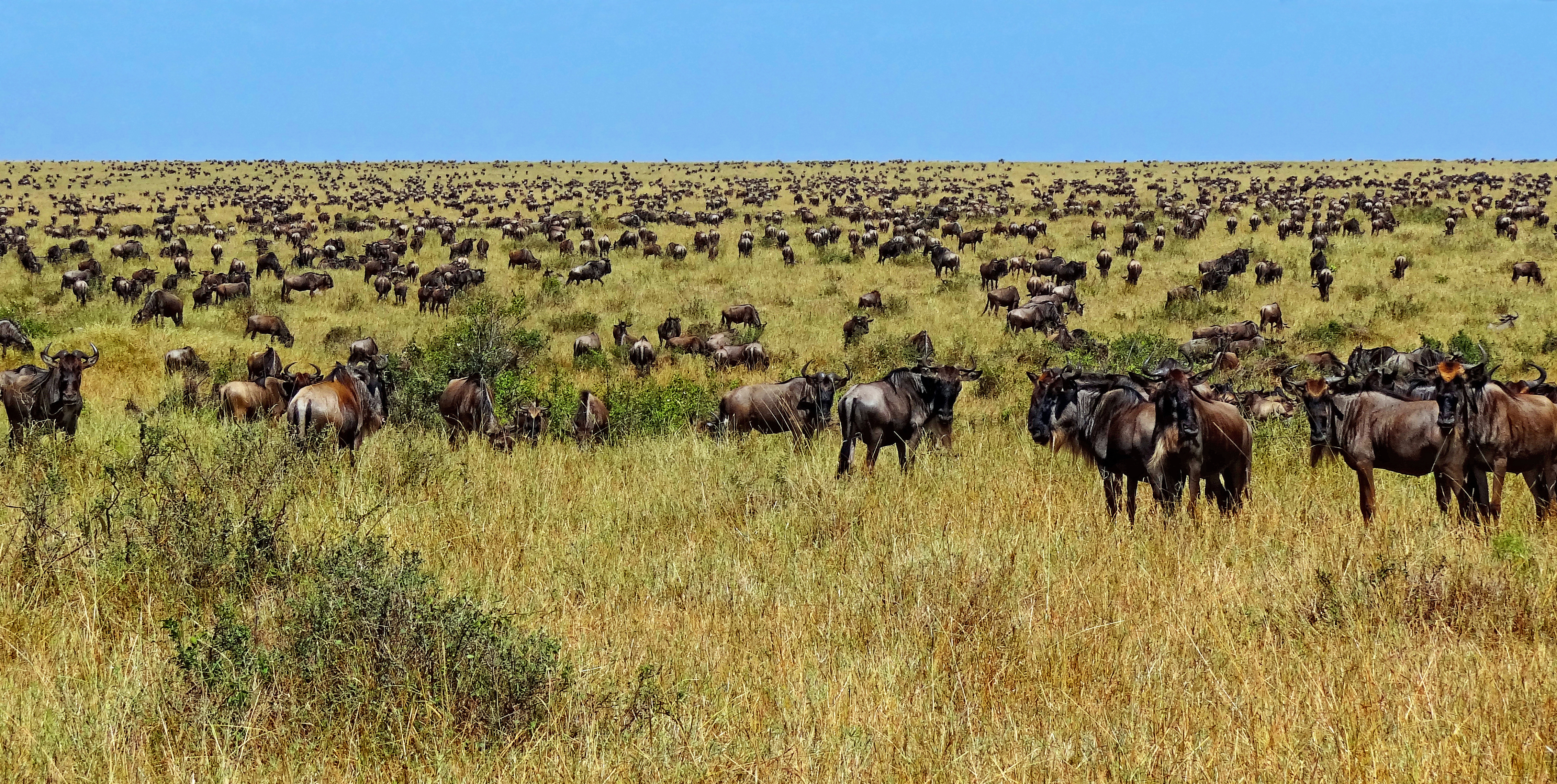
Gnuherde, Masai Mara Savanne, Kenia

## Kulturgrasland
Kulturgrasland oder Grünland ist kein Urgrasland. Es entstand durch naturausbeutende Landwirtschaft ohne standortschonende oder -verbessernde Bewirtschaftung in Gebieten, deren Klimaxvegetation vor allem Wälder sind. Die intensivere Landwirtschaft formte durch Regulierung von Wasser- und Nährstoffhaushalt, das Einbringen produktiver Pflanzenarten und geregelte Nutzungsabläufe in den letzten 200 Jahren das sogenannte Kulturgrasland. > Fällt die Bewirtschaftung zu intensiv aus, bringt diese Übernutzung einen Verlust an Biotop- und Strukturvielfalt mit sich und führt zu instabileren Ökosystemen.
Beim traditionell bewirtschafteten Grünland handelt es sich häufig um biologisch sehr vielfältige Ökosysteme. Speziell bei der Erhaltung überkommener Graslandtypen geht der Naturschutz sehr eng mit dem Schutz von Kulturlandschaften einher. Bei Resten früherer Kulturformen wird deren Wert als kulturelles Erbe immer noch vernachlässigt.
Bis heute hat die gute fachliche Praxis (GfP) in der Landwirtschaft zu einem Verlust und zur Gefährdung der Biodiversität und der Bodenfruchtbarkeit geführt.